# Temelucha incognita
Temelucha incognita är en stekelart som beskrevs av Dasch 1979. Temelucha incognita ingår i släktet Temelucha och familjen brokparasitsteklar. Inga underarter finns listade i Catalogue of Life.